# Ramon Salisi Bonastre
Ramon Salisi i Bonastre (Manresa, 1 d'agost de 1921 - 18 de desembre de 2008) va ser un pintor paisatgista i grafista català.
Muntanyenc per afecció a la natura, fou president del Centre Excursionista de la Comarca de Bages entre 1967 i 1970. Va rebre la Medalla d'Or al mèrit muntanyer del CECB i la Medalla de Plata de Dibuix, el 1942. El 1968 va ser coordinador a Manresa de les Festes Fabra. Durant una colla d'anys fou cap de la secció artística dels Magatzems Jorba de Manresa, on va estar-hi fins al desembre del 1970 com a tècnic de publicitat. Va impulsar Notícias de Jorba, obra del seu equip habitual de treball: Ramon Estrada, Dolors Punsà i Jubell i Vila Closes, entre d'altres. Hi ha una polèmica sobre el fet si és Salisi o ben bé Manel Cucurella, l'autor del lema «Manresa, cor de Catalunya» als anys 1968 i 1969. El 2003 l'Ajuntament de Manresa li va dedicar una exposició al Museu Comarcal amb el títol Ramon Salisi: l'enginy i la creativitat. Va publicar el llibre D'això i d'allò, cent sonets intranscendents el 2009. Casat amb Rosa Casajuana i Niell, va tenir dues filles: Sabina i Viviana.